# Musaria boeberi
Musaria boeberi là một loài bọ cánh cứng trong họ Cerambycidae.